# Slavíč (Moravskoslezské Beskydy)
Slavíč je hora v Moravskoslezských Beskydech, nacházející se na území Lysohorské hornatiny, východně od vodní nádrže Morávka.

## Vrchol
Vrchol ve výšce 1056 m n. m. je zalesněný, s omezenými výhledy na okolní masivy a na Slezské Beskydy. Na vrchol nevede žádná značená cesta, jen neznačená cesta od turistické chaty v lokalitě Slavíč (bývalá Kolářova chata, 3 km) nebo z druhé strany od vodní nádrže Morávka (4 km).
Na zmíněné cestě, na souřadnicích 49°33′47″ s. š., 18°36′10″ v. d., tj. asi v půlce cesty mezi hlavním vrcholem a chatou, se nachází vedlejší vrchol, nazvaný autory projektu Tisícovky Čech, Moravy a Slezska jako Slavíč - JV vrchol, s výškou 1012 m n. m. Alternativní název je Nad Loryškou, podle lovecké chaty Loryška v severovýchodním svahu.

## Turistika
Turisty je navštěvována zejména východní část masivu, kde se nachází již zmíněná turistická chata postavená po roce 2019, kolem které vede červená a modrá turistická značka a končí naučná stezka Wolfram – Morávka. V letních měsících jsou svahy Slavíče hojně porostlé borůvkami.